# Sportler des Jahres 1967 (Deutschland)
Die Sportler des Jahres 1967 in Deutschland wurden von den Fachjournalisten gewählt und am Jahresende im Kurhaus von Baden-Baden ausgezeichnet. Veranstaltet wurde die Wahl zum 21. Mal von der Internationalen Sport-Korrespondenz (ISK).

## Männer
| Platz | Sportler             | Sportart       | Punkte | Erfolge 1967                                                              |
| ----- | -------------------- | -------------- | ------ | ------------------------------------------------------------------------- |
| 1.    | Kurt Bendlin         | Leichtathletik | 4359   | Weltrekord Zehnkampf                                                      |
| 2.    | Wilhelm Bungert      | Tennis         | 2819   | Wimbledon-Finalist                                                        |
| 3.    | Wilfried Dietrich    | Ringen         | 2385   | Europameister 97-kg-Klasse                                                |
| 4.    | Harald Norpoth       | Leichtathletik | 2124   | Europarekord 3000-Meter-Lauf, Europacup-Sieger 5000-Meter-Lauf            |
| 5.    | Detlef Lewe          | Kanurennsport  | 1990   | Europameister Einer-Canadier                                              |
| 6.    | Franz Keller         | Ski Nordisch   | 1881   | Zweiter Skispringen in Innsbruck, Deutscher Meister Nordische Kombination |
| 7.    | Willi Kuhweide       | Segeln         | 1671   | Weltmeister Finn-Dinghy                                                   |
| 8.    | Franz-Josef Kemper   | Leichtathletik | 1194   | Europacup-Zweiter 800-Meter-Lauf (zeitgleich)                             |
| 9.    | Hans Georg Anscheidt | Motorradsport  | 1046   | Weltmeister 50-cm³-Klasse                                                 |
| 10.   | Walter Demel         | Skilanglauf    | 0774   | dreifacher Deutscher Meister                                              |

## Frauen
| Platz | Sportler                   | Sportart                        | Punkte | Erfolge 1967                                                                  |
| ----- | -------------------------- | ------------------------------- | ------ | ----------------------------------------------------------------------------- |
| 1.    | Liesel Westermann          | Leichtathletik                  | 1546   | Weltrekord Diskuswurf                                                         |
| 2.    | Ingrid Becker              | Leichtathletik                  | 0835   | Deutsche Meisterin mit Weltklasseweite                                        |
| 3.    | Uta Frommater              | Schwimmen                       | 0270   | Deutsche Meisterin 100 u. 200 Meter Brust                                     |
| 4.    | Astrid Bader               | Rollkunstlauf                   | 0254   | Weltmeisterin                                                                 |
| 5.    | Elisabeth Gräfin von Soden | Sportschießen                   | 0160   | Welt- u. Europameisterin Wurfscheibenschießen                                 |
| 6.    | Heide Schröter             | Wildwasserrennsport, Kanuslalom | 078    | Weltmeisterin Wildwasser Einer u. Mannschaft, WM-Dritte Kanuslalom Mannschaft |
| 7.    | Angelika Hilbert           | Wasserspringen                  | 025    |                                                                               |
| 8.    | Christa Schmuck            | Rennrodeln                      | 024    | Europameisterin                                                               |

## Mannschaften
| Platz | Sportler                        | Sportart      | Punkte | Erfolge 1967                                           |
| ----- | ------------------------------- | ------------- | ------ | ------------------------------------------------------ |
| 1.    | FC Bayern München               | Fußball       | 963    | Europapokalsieger der Pokalsieger                      |
| 2.    | VfL Gummersbach                 | Handball      | 633    | Europapokalsieger der Landesmeister, Deutscher Meister |
| 3.    | Hockeynationalmannschaft Männer | Hockey        | 512    |                                                        |
| 4.    | Dressurreiter-Equipe            | Dressurreiten | 325    | Europameister                                          |
| 5.    | Deutschland-Achter              | Rudern        | 276    | Europameister                                          |
| 6.    | Eintracht Braunschweig          | Fußball       | 258    | Deutscher Meister                                      |
| 7.    | Porsche Team                    | Motorsport    | 105    | Zweiter der Sportwagen-Weltmeisterschaft               |
| 8.    | Judonationalmannschaft          | Judo          | 074    | drei Weltmeisterschaftsmedaillen                       |
| 9.    | Kajak-Mannschaft Frauen         | Kanuslalom    | 040    | Weltmeisterschaftsdritte                               |
| 10.   | 1. FC Nürnberg                  | Fußball       | 018    | „Hebstmeister“ der Bundesliga                          |